# Unidos do Salgueiro (São Gonçalo)
Unidos do Salgueiro é uma escola de samba de São Gonçalo, que foi terceira colocada do carnaval da cidade em 2009, com 94,5 pontos.
Em 2011, foi punida com a perda de 10 pontos, e obteve a terceira colocação. No ano seguinte, finalmente, sagrou-se campeã.
Em 2016 e 2017, o Carnaval de São Gonçalo foi cancelado, sendo que em 2017, a escola desfilou pela LIESB na série E, sexta divisão do carnaval da capital. Terceira escola da noite, seu desfile apresentou problemas de acabamento nas fantasias e alegorias. Desta forma, a agremiação obteve penúltimo lugar.

## Segmentos

### Presidentes
| Nome           | Mandato        | Ref. |
| -------------- | -------------- | ---- |
| Alberto Rangel | ? - atualidade |      |

## Diretores
| Ano  | Diretor de Carnaval | Diretor de harmonia | mestre de bateria | Ref.  |
| ---- | ------------------- | ------------------- | ----------------- | ----- |
| 2017 |                     |                     | Fubica            | [ 5 ] |

## Carnavais
| Ano  | Colocação                 | Grupo                                     | Enredo                                                                                       | Carnavalesco | Intérprete   | Ref         |
| ---- | ------------------------- | ----------------------------------------- | -------------------------------------------------------------------------------------------- | ------------ | ------------ | ----------- |
| 2009 | 3º lugar                  | A                                         |                                                                                              |              |              | [ 2 ]       |
| 2010 |                           |                                           | Quem avisa amigo é – Um grito de alerta do Jacaré (Compositores:Marcio, Anderson e Zé Maria) |              | Pepe Niterói |             |
| 2011 | 3º lugar                  | Especial                                  | Da Fazenda do Gonçalo à Metrópole do Porto da Felicidade                                     |              |              | [ 3 ]       |
| 2012 | Campeã                    | Especial                                  |                                                                                              |              |              | [ 4 ]       |
| 2013 |                           |                                           |                                                                                              |              |              |             |
| 2014 |                           |                                           |                                                                                              |              |              |             |
| 2015 |                           |                                           |                                                                                              |              |              |             |
| 2016 | Não houve desfile oficial |                                           |                                                                                              |              |              |             |
| 2017 | 14º lugar                 | Série E do Rio de Janeiro (sexta divisão) | Copacabana, a princesinha do mar                                                             |              |              | [ 5 ] [ 6 ] |